# 434 до н. е.

## Події
- консули Риму Гай Юлій Юл (втретє) та Луцій Вергіній Трікост (вдруге)
- Вейї та фаліски звернулися до спілки дванадцяти етруських  міст за допомогою у війні проти Риму, але їм було відмовлено; перемир'я між Римом та Вейями до 427 року до н. е.
- 86 олімпіада, 4 рік
- Афіни накладають торгівельні санкції на Мегари, що значно погіршує афіно-спартанські відносини
- династичні війни у Македонії, молодший брат Пилип за підтримки Афін виступає проти царя Пердікки ІІ, останній підтримує антиафінські акції у низці полісів, передусім у Потідеї
- Анаксагора відправлено у вигнання за образу релігійних почуттів

## Померли
| рік | Це незавершена стаття про рік. Ви можете допомогти проєкту, виправивши або дописавши її. |